# تشارلز أوغسطس يونج
تشارلز أوغسطس يونج (بالإنجليزية: Charles Augustus Young )‏ (و. 1834 – 1908 م) هو عالم فلك، وفيزيائي، وأستاذ جامعي من الولايات المتحدة الأمريكية . ولد في هانوفر، نيوهامبشر . وكان عضواً في الأكاديمية الأمريكية للفنون والعلوم .
توفي في هانوفر، نيوهامبشر، عن عمر يناهز 74 عاماً.

## التعليم
تعلم في دارتموث

## مناصب وهيئات
أدار جامعة برنستون.

## روابط خارجية
- تشارلز أوغسطس يونج على موقع الموسوعة البريطانية (الإنجليزية)